# جیانلوکا تملین
جیانلوکا تملین (انگلیسی: Gianluca Temelin؛ زادهٔ ۵ اوت ۱۹۷۶) بازیکن فوتبال اهل ایتالیا است.
از باشگاه‌هایی که در آن بازی کرده‌است می‌توان به باشگاه فوتبال مسینا، باشگاه فوتبال کرمونزه، باشگاه فوتبال ارورا پرو پاتریا ۱۹۱۹، باشگاه فوتبال رجانا، باشگاه فوتبال آتالانتا، و باشگاه فوتبال اسپال اشاره کرد.